# ГЕС Кукуан
ГЕС Кукуан – гідроелектростанція в центральній частині острова Тайвань. Знаходячись між ГЕС Chingshan (вище по течії) та ГЕС Tienlun, входить до складу каскаду на річці Dajia, яка дренує західний схил вододільного хребта острова та впадає до Тайванської протоки біля міста Тайчжун.
В межах проекту річку перекрили бетонною арковою греблею висотою 85 метрів та довжиною 149 метрів, яка утримує невелике водосховище з площею поверхні 0,57 км2 та об’ємом 7 млн м3 (корисний об’єм 6,8 млн м3). При цьому накопичення ресурсу для роботи всього каскаду відбувається у сховищі верхньої станції Techi, тоді як основним завданням греблі Кукуан є відведення ресурсу до дериваційного тунелю, що прямує до розташованого за 5 км машинного залу. Останній споруджений у підземному виконанні та має розміри 87х14 метрів при висоті 35 метрів.
У 1961-1966 роках станцію обладнали чотирма турбінами типу Френсіс потужністю по 45 МВт. В 1999-му під час потужного землетрусу в долині Dajia стались численні зсуви, які суттєво змінили параметри річного русла. Як наслідок, через два роки під час проходження тайфуну Toraji, що супроводжувався потужними дощами, переміщення ґрунту перекрило вихід з відвідного тунелю. Розпочате невдовзі відновлення в 2004-му стикнулось з черговою повінню, викликаною тайфуном Mindulle. При цьому наноси заблокували тунель, що забезпечує доступ до машинного залу, а сам зал виявився затопленим. Це призвело до затримки в завершенні відновлювальних робіт більш ніж на два з половиною роки проти первісного графіку, так що у підсумку модернізовану станцію повторно ввели в експлуатацію у 2008-му. Змонтовані на ГЕС нові гідроагрегати мали збільшену до 55,3 МВт потужність, а виробітка станції зросла з 507 до 528 млн кВт-год електроенергії на рік. Модернізація також включала спорудження нового відвідного тунелю довжиною 2 км з перетином 140 м2.
Видача продукції відбувається по ЛЕП, розрахованій на роботу під напругою 161 кВ.